# Lee Ritenour
Lee Ritenour est un guitariste de jazz nord-américain né le 11 janvier 1952 à Hollywood.
Lee Ritenour commence sa carrière vers l’âge de 16 ans en jouant avec les Mama's & the Papa's. Longtemps demeuré par la suite musicien de studio, Lee Ritenour est un guitariste assez influencé par les sonorités latines (il a notamment tourné avec Sergio Mendes) par Wes Montgomery et Joe Pass. Il commence une carrière solo vers la fin des années 1970.
Il participe au développement d'une nouvelle sonorité typique des années 1970, soit un mélange d'electro et de jazz très rythmé.
Il joue sur l'album The Wall (Pink Floyd) aussi bien de la guitare rythmique (One of My Turns) que de la guitare acoustique (Comfortably Numb)
Sa carrière a oscillé entre pop et jazz, il a formé au début des années 1990 (Fourplay) avec Bob James, Nathan East et Harvey Mason.
Quelques disques :
- Rit (1981) - Elektra Records
- Rio (1982) - Elektra Musician Records
- Larry And Lee (1994) enregistré avec Larry Carlton.
- This Is Love (1997) nettement plus jazz (à noter sur cet album une interprétation de la Pavane de Gabriel Fauré)